# Megalopsalis grimmetti
Megalopsalis grimmetti är en spindeldjursart som beskrevs av Forster 1944. Megalopsalis grimmetti ingår i släktet Megalopsalis och familjen Monoscutidae. Inga underarter finns listade i Catalogue of Life.